# Ohlone
Gli Ohlone, anche noti come Costanoan, sono un popolo di nativi americani originariamente stanziati sulle coste centrali della California. Quando giunsero i coloni spagnoli alla fine del XVIII secolo, gli Ohlone erano stanziati nell'area costiera che andava dalla Baia di San Francisco alla Baia di Monterey ed alla Salinas Valley. All'epoca parlavano una varietà di linguaggi appartenenti alla sub-famiglia dei Costanoan (lingua utian). 
Il termine Ohlone viene usato, al posto di Costanoan, dagli anni '70 del Novecento da diversi discendenti dei gruppi etnici, da molti etnografi, storici e scrittori di letteratura popolare. Prima dell'arrivo degli spagnoli, gli Ohlone vivevano in più di 50 gruppi ma non si ritenevano dei gruppi diversi. Essi vivevano di caccia e pesca, riuniti in piccole comunità esistenti nell'intera California del tempo. La loro cultura era basata sullo sciamanesimo. Dal 1769 al 1833, le leggi spagnole, comprese le missioni spagnole in California, portarono enormi sconvolgimenti, disagi e la decimazione del popolo ohlone.
Gli Ohlone di oggi appartengono all'uno o all'altro di una serie di gruppi geograficamente distinti, stanziati per la maggior parte, ma non tutti, nel loro territorio d'origine. Il Muwekma Ohlone Tribe ha membri provenienti da tutto il territorio della San Francisco Bay Area ed è composto da discendenti degli Ohlones/Costanoans abitanti le missioni di San Jose, Santa Clara e San Francisco. La Ohlone/Costanoan Esselen Nation, costituita da discendenti di matrimoni misti fra Rumsen/Costanoan e nativi di lingua esselen della missione San Carlo Borromeo, è incentrata a Monterey.
Gli appartenenti alla tribù Amah Mutsun sono discendenti dai Mutsun di lingua costanoan della missione di San Juan Bautista, nell'entroterra di Monterey Bay. La maggior parte dei membri di un altro gruppo di lingua Rumsen, discendenti dalla Missione San Carlos, i Costanoan Rumsen Carmel Tribe di Pomona / Chino, vivono ora nel sud della California. Questi gruppi, e altri di minore entità, hanno chiesto alle autorità federali di essere riconosciuti come gruppi autonomi.